# Sidoine Apollinaire
Pour les articles homonymes, voir Sidoine et Apollinaire.
Sidoine Apollinaire (latin : Caius Sollius Apollinaris Sidonius) est un homme politique, évêque et écrivain gallo-romain, né à Lyon en 430 et mort à Clermont en 486.
Préfet de Rome en 468, évêque d'Auvergne en 471, devenu un saint de l'Église catholique romaine, il est fêté le 21 août. Il est également connu pour son œuvre littéraire (Lettres et Poèmes).

## Biographie

### Un jeune homme bien né et talentueux
Sidoine Apollinaire naît en 430 à Lyon dans une famille de notables gallo-romains. Son père Alcime Apollinaire, comme son grand-père et son arrière-grand-père, ont ainsi occupé la charge de préfet du prétoire des Gaules,. Sa mère est peut être la fille de Decimus Rusticus. Son grand-père est le premier de la famille converti au christianisme, d'après l'épitaphe que Sidoine Apollinaire a composée pour empêcher la récupération du site où se trouvait la tombe de son ancêtre. Comme l’ensemble de ses semblables gallo-romains de cette époque, Sidoine Apollinaire reçoit une éducation désormais très lacunaire, mais riche en poésie. Nourri abondamment des vers d’Ovide et de Virgile, il s’impose rapidement comme l’un des poètes les plus fameux du siècle. Son talent est particulièrement recherché par les personnalités officielles les plus illustres.
En épousant Papianilla, la fille du sénateur Avitus, en 452, le jeune poète s'apparente à l’une des familles les plus influentes de Gaule : celle des Avits et s'offre une ouverture vers Clermont puisque cette cité appartient à une famille arverne. Sa sœur porte le même prénom que sa femme Papianilla et elle est l'épouse de son ami  Tonantius Ferreolus.

### Heurs et malheurs politiques

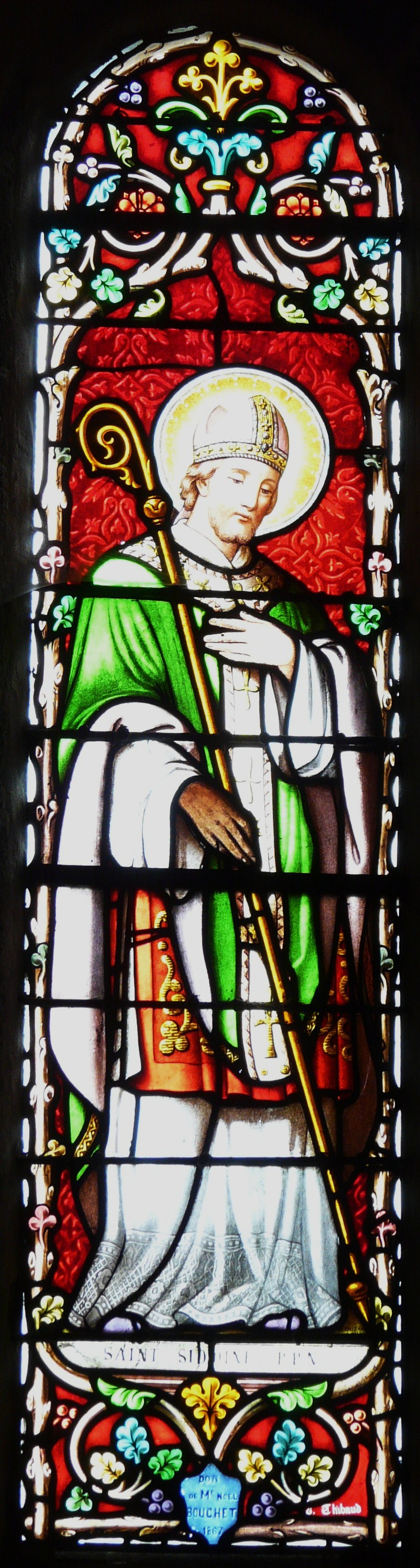
Représentation de saint Sidoine Apollinaire, église d'Aydat.

Favorisé par la conjoncture politique et l’appui de la faction wisigothique, Avitus, désormais beau-père de Sidoine Apollinaire, devenu empereur en 456, fait de son gendre son panégyriste officiel. La fortune ne favorise cependant pas durablement le poète gallo-romain, puisque son champion Avitus est vaincu à Plaisance par les forces conjuguées de Majorien et du gotho-suève Ricimer.
Nouvel empereur en 457, Majorien se montre pourtant clément envers Sidoine et choisit de profiter d’une plume aussi recherchée. Protégé par sa notoriété, Sidoine saura néanmoins se montrer reconnaissant envers son nouveau protecteur : il lui consacre un panégyrique, célébrant un empereur énergique et volontaire, notamment dans son action contre les Vandales installés en Afrique. Là encore, la félicité n’est que de courte durée, puisque Ricimer, avec lequel Majorien était associé, fait assassiner ce dernier pour installer un autre empereur plus docile : Libius Severus.
Ne souhaitant pas, dans un climat aussi orageux, participer davantage à la vie publique, le panégyriste choisit de se retirer dans sa villa d’Aydat nommée Avitacum (domaine d'Avitus), près d'Arvernis,. Sept ans durant il s'y livre aux plaisirs studieux de l’otium, fréquentant même la cour du roi wisigothique Théodoric II à Toulouse.
Le retour de Sidoine Apollinaire aux affaires publiques coïncide avec l’avènement du nouvel empereur Anthémius, auquel il dédie un nouveau panégyrique en 467. A titre de récompense, le poète est nommé préfet de Rome pour l’année 468. Son séjour dans l’Urbs n’est pourtant pas à la hauteur de ses espérances. Depuis la prise de Carthage par les Vandales de Genséric en 439, Rome n’est en effet plus approvisionnée en blé africain et a de la peine à nourrir sa population. Sidoine Apollinaire doit ainsi faire face à d’importantes famines et à des mécontentements populaires qui l’empêchent de s’illustrer comme il le voudrait. Au bout d'un an seulement, il rentre en Gaule.
Là encore, Sidoine Apollinaire se retrouve exposé à la polémique, puisqu’il s’engage dans la défense de son ami Arvandus, à qui il est reproché d’avoir exhorté le roi wisigoth Euric à attaquer l’empereur Anthémius. La condamnation du traître, auquel est associé Sidoine, contribue à faire du panégyriste un personnage notoirement infréquentable.

### Un ecclésiastique du Bas-Empire

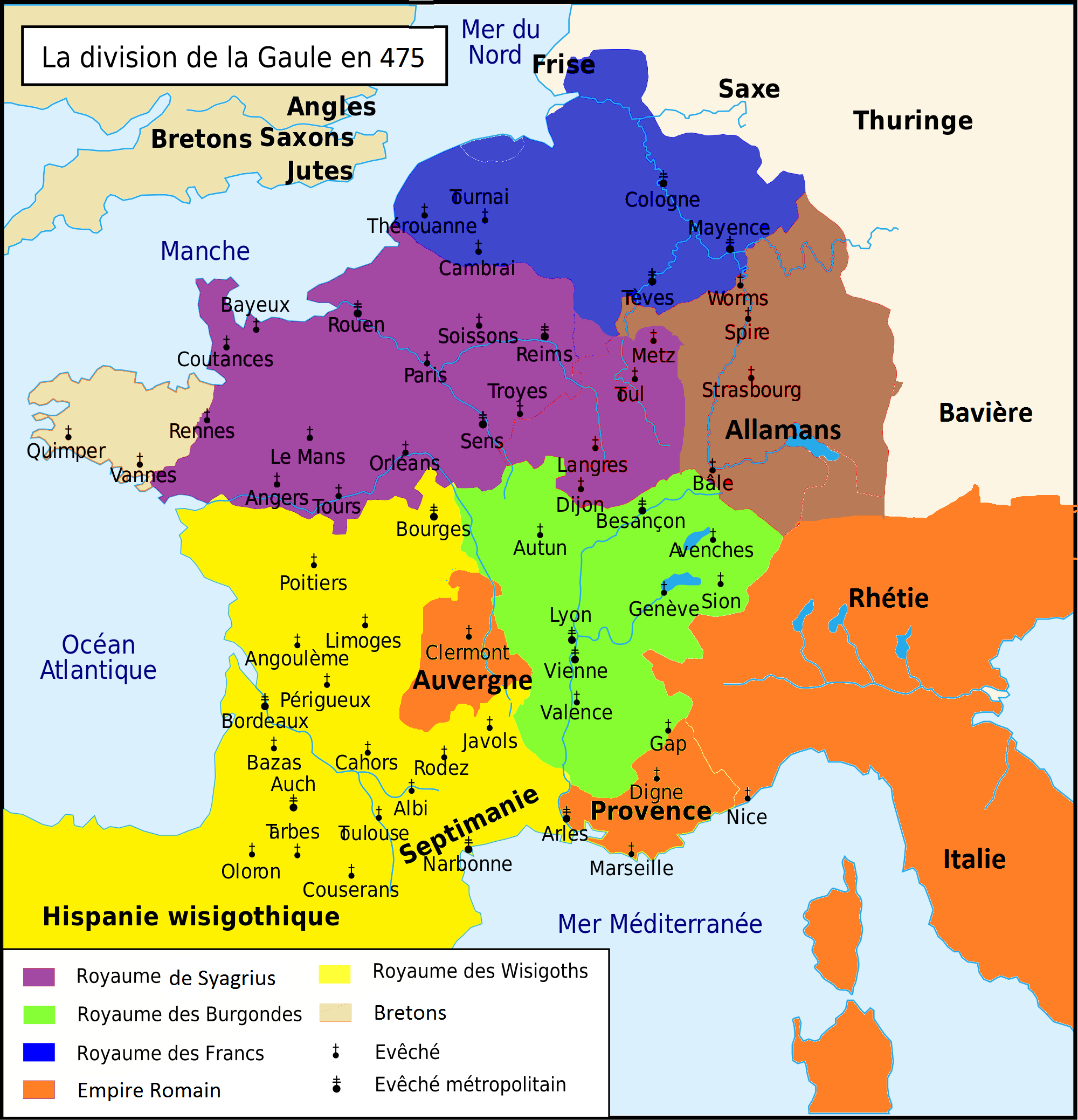
Situation géopolitique des Gaules en 475 ; dernière année de l'Auvergne en tant que bastion romain.

Or le poète est immédiatement pressenti pour remplacer Eparchius comme évêque de Clermont en 470. Les prérogatives de l’évêque sont alors très importantes, dans le domaine religieux certes, mais également dans les domaines politique, diplomatique et administratif,,.
C'est précisément dans ce cadre que le nouvel évêque organise, conjointement avec Ecdicius, la défense de la ville de Clermont de 470 à 475 contre les troupes wisigothes du roi Euric, désormais hostiles au pouvoir romain.
La ville tombe aux mains des Wisigoths et Sidoine Apollinaire se retrouve une nouvelle fois dans une position très inconfortable. L’évêque est emprisonné pendant deux ans avant de pouvoir recouvrer la liberté, au prix de quelques louanges forcées d'Euric, sur le modèle de ses anciens panégyriques. Il est exilé par le pouvoir Wisigoth à Carcassonne, et revient quelques années plus tard pour reprendre sa tâche d'évêque. Son hagiographie rapporte que pour aider les pauvres, il leur donnait son mobilier. Mais ceux-ci le revendaient sur les marchés où son épouse les rachetait. Et Sidoine les redonnait un peu plus tard. En plus de soutenir les pauvres qui souffrent de la famine, il fait de nombreuses donations aux monastères.
La fin de sa vie est plus discrète et plus éloignée du tumulte politique, où l'avait placé sa naissance. Il consacra la majeure partie de son temps, au cours de ces dernières années, à rassembler et à publier ses lettres.
Sidoine Apollinaire meurt en 486, à l'âge d'environ 56 ans. Il est très vite considéré comme saint dans toute la Gaule médiévale.
Considéré comme saint tant par l'Église catholique que par l'Église orthodoxe, sa mémoire litturgique est célébrée le 21 août,.

### Une personnalité et un parcours à l'image du siècle
Ses poèmes et ses lettres demeurent une des principales sources romaines du Ve siècle et un témoignage unique pour l’historien s’intéressant aux derniers temps de la poésie latine classique. L’œuvre de Sidoine explicite également les changements d’un monde en mutation, ni tout à fait romain, ni tout à fait médiéval. Son témoignage est donc multiple : à la fois littéraire, social, philosophique et politique.
Poète raffiné et mondain, Sidoine Apollinaire demeure profondément attaché à l’ancienne culture romaine. La foi chrétienne n’a en effet que peu d’influence sur sa production littéraire et sur son engagement politique. Théologiquement simple, Sidoine se montre assez peu concerné par les questions religieuses, chose assez rare parmi les intellectuels du Bas-Empire. Aussi sa qualité d’évêque ne doit-elle pas induire en erreur : Sidoine n’est en rien comparable aux Pères de l’Église des IVe et Ve siècles.
Son engagement politique l’oriente principalement vers la préservation de la culture latine (des belles lettres et de la poésie en particulier). Se montrant volontiers aigre contre les colons barbares venus de Germanie, il fait figure de « barbarophobe » et de réactionnaire, comme le reflète son Poème (Carmen) XII, dans lequel il raille les Burgondes fédérés, leurs cheveux enduits de beurre rance et le son rauque de leur langue germanique. Le poète se révèle être une personnalité ambiguë, comme en témoigne son soutien à Théodoric II ou à Arvandus. Plus que tout autre auteur du Ve siècle, Sidoine Apollinaire paraît incarner avec justesse toutes les contradictions propres à la fin du monde romain.
Écrivant en latin, il puise son inspiration dans de nombreux auteurs romains, anciens ou plus récents : Virgile, Ovide ou Tacite figurent ainsi parmi les références explicites les plus anciennes. Pline le Jeune (avec son Panégyrique de Trajan), a fourni le modèle-type du panégyrique. Les modèles plus récents se nomment Claudien (en ce qui concerne l’art poétique) ou Symmaque (en ce qui concerne le style de la correspondance).

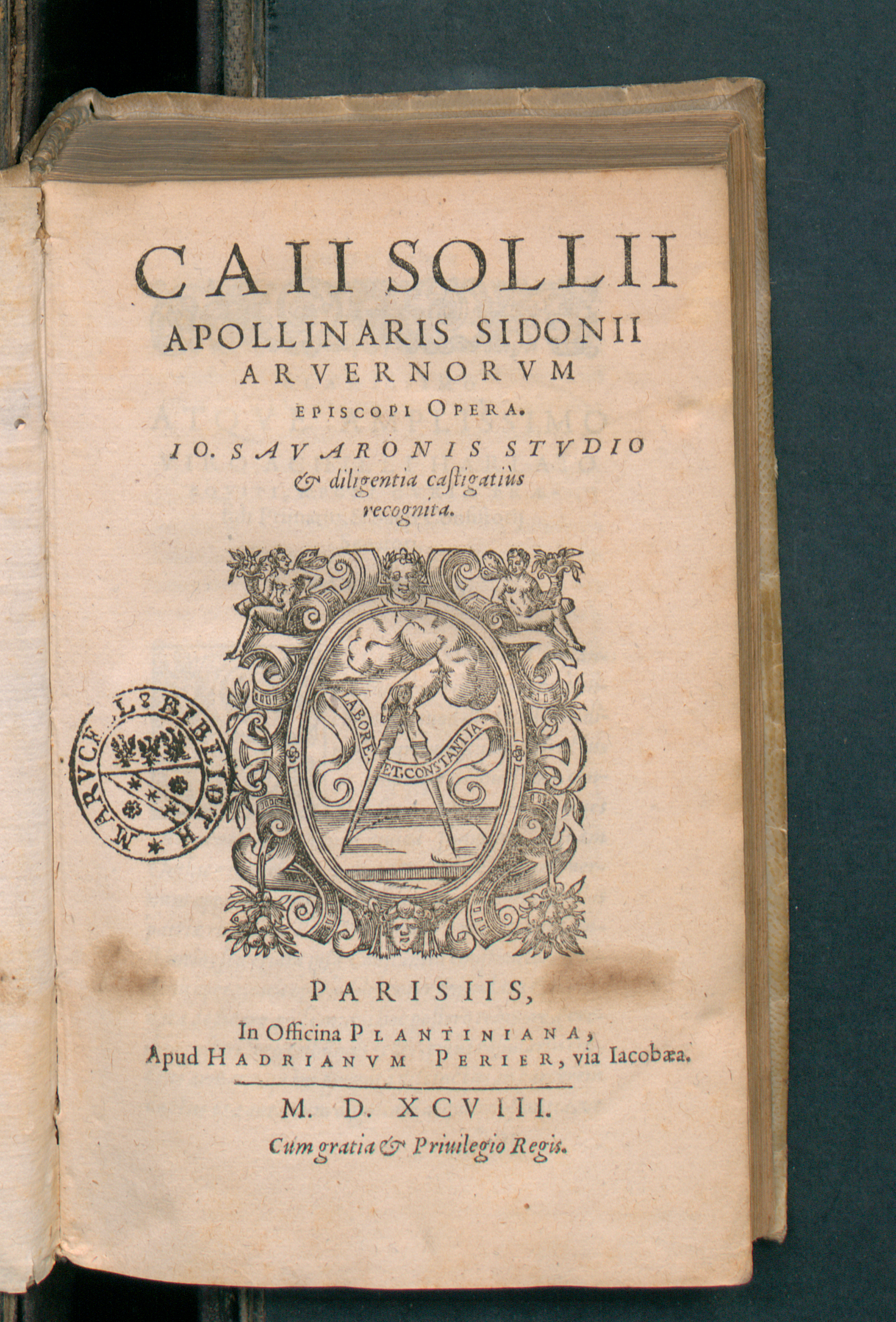

## Œuvre littéraire
Les Carmina (Poèmes) regroupent 24 poèmes, tous écrits avant 469 (Sidoine ne pouvant pas, selon l’éthique ecclésiastique, continuer de s’adonner à la poésie profane après son ordination épiscopale). Au nombre de ceux-ci figurent les célèbres panégyriques d’Avitus, de Majorien et d’Anthémius (sur le modèle du Panégyrique de Trajan), ainsi qu’une multitude d’autres poèmes, souvent plus courts, dédiés à des personnalités régionales. Vers 470, Sidoine Apollinaire écrit un poème à son ami Fauste, abbé de Lérins, ce qui permet d’identifier le site de Saint-Maurin (La Palud-sur-Verdon, Alpes-de-Haute-Provence).
Les Epistulæ (Lettres) sont pour Sidoine un moyen de rester en rapport avec les belles lettres entre 469 et 482. Destinées à la publication, celles-ci sont donc loin de ressembler à la correspondance « courante ». Sur le modèle de celle de Symmaque, la correspondance de Sidoine réunit ses textes les plus fameux, censés attester la virtuosité littéraire de son auteur et la sincérité de son engagement politique. La plupart des lettres sont adressées à des personnalités issues de l’aristocratie gallo-romaine.

### Éditions
L'éditeur des Belles Lettres a réuni l'ensemble des écrits de Sidoine Apollinaire, dans la collection des universités de France - Série latine en édition bilingue. Texte établi et traduit par André Loyen :
- Tome I : Poèmes (no 161), 1961  (ISBN 978-2-251-01247-6)
- Tome II : Correspondance. Livres I-V (no 199), 1970  (ISBN 978-2-251-01248-3)
- Tome III : Correspondance. Livres VI-IX (no 198), 1970  (ISBN 978-2-251-01249-0).

## Odonymie
Listes non exhaustives
- Une avenue à Lyon
- Une rue à Clermont-Ferrand
- Une rue à Aydat
- Une rue au Mont-Dore
- Une rue à Brioude
- Une rue à Narbonne
- Un lycée de Clermont-Ferrand